# Turraea pulchella
Turraea pulchella är en tvåhjärtbladig växtart som först beskrevs av Hermann August Theodor Harms, och fick sitt nu gällande namn av Pennington. Turraea pulchella ingår i släktet Turraea och familjen Meliaceae. Inga underarter finns listade i Catalogue of Life.